# Hollyvilla
Hollyvilla est une ville située dans le comté de Jefferson, dans l’État du Kentucky, aux États-Unis. Sa population s’élevait à 537 habitants lors du recensement de 2010, estimée à 556 habitants en 2016. Hollyvilla fait partie de l’agglomération de Louisville.

## Source
- (en) Cet article est partiellement ou en totalité issu de l’article de Wikipédia en anglais intitulé « Hollyvilla, Kentucky » (voir la liste des auteurs).